# Energie (Giuni Russo)
| Recensione | Giudizio       |
| ---------- | -------------- |
| Ondarock   | Pietra miliare |

Energie è un album di Giuni Russo, pubblicato nell'ottobre 1981 su etichetta discografica CGD.

## Descrizione
È l'album che ha visto la nascita del sodalizio artistico con l'amico Franco Battiato, in qualità di produttore artistico e coautore di tutti i brani (musiche e testi).
Collaborarono alla produzione di quest'album anche Maria Antonietta Sisini (autrice con la stessa Russo delle musiche di quattro pezzi), Giusto Pio (autore e arrangiatore in coppia con Battiato dell'intero album), Mino di Martino (per la musica di L'addio) ed Alberto Radius (per quella de Il sole di Austerlitz).
Sull'onda del successo del singolo Un'estate al mare del 1982, l'album Energie venne ristampato col nuovo titolo Un'estate al mare   (1982), insieme ai brani contenuti nel singolo citato, ossia quello del titolo ed il lato B, cioè Bing bang being.
Il 10 giugno 2005 la Warner Music Italia, che detiene tutti i diritti del catalogo CGD, ha pubblicato per la prima volta Energie su compact-disc, in versione rimasterizzata e con l'aggiunta di tre bonus-track: la celebre canzone natalizia Adeste fideles, tratta dalla compilation Natale con i tuoi   (1983), Un'estate al mare e Bing bang being (1982).
Il testo del brano Bing bang being fu scritto da Tommaso Tramonti, pseudonimo di Henri Thomasson, allievo diretto di Georges Ivanovič Gurdjieff e maestro spirituale di Franco Battiato.
La riedizione LP del disco, pubblicata nel 2019, entra nella classifica FIMI alla posizione #6, preceduta dall'edizione in vinile di Se fossi più simpatica sarei meno antipatica alla posizione #3.

## Singoli
- Una vipera sarò/Tappeto volante (1981)
- Un'estate al mare/Bing bang being (1982) edizione 1982.

## Tracce
Arrangiamenti: F. Battiato - G. Pio.
Produzione: F. Battiato - A. Radius

### Edizione originale (1981)
1. Lettera al governatore della Libia - 3:12 (testo: F. Battiato - musica: F. Battiato, G. Pio)
2. Il sole di Austerlitz - 3:59 (testo: F. Battiato - musica: A. Radius)
3. Crisi metropolitana - 3:28 (testo: F. Battiato - musica: G. Russo, M.A. Sisini)
4. Atmosfera - 3:54  (testo: F. Battiato - musica: F. Battiato, G. Pio)
5. L'addio - 4:48 (testo: F. Battiato, I. Avalli - musica: G. Di Martino)
6. Una vipera sarò - 3:30 (testo: F. Battiato - musica: G. Russo, M.A. Sisini)
7. L'attesa - 2:49 (testo: F. Battiato - musica: G. Russo, M.A. Sisini)
8. Tappeto volante - 3:03 (testo: F. Battiato - musica: G. Russo, M.A. Sisini)

### Bonus tracks solo su CD rimasterizzato del 2005
- (9) Un'estate al mare - 3:15 (testo: F. Battiato - musica: F. Battiato, G. Pio)
- (10) Bing bang being - 3:05 (testo: T. Tramonti - musica: G. Russo, M.A. Sisini)
- (11) Adeste fideles - 3:02 (canto tradizionale)

## Un'estate al mare
Un'estate al mare è un album di Giuni Russo, pubblicato nel 1983 su 33 giri dall'etichetta discografica italiana CGD.
Il disco, messo in commercio sull'onda del successo estivo dell'omonimo brano Un'estate al mare, contiene i brani dell'album Energie del 1981 con l'aggiunta dei brani compresi nel 45 giri Un'estate al mare, ossia la canzone del titolo e Bing bang being, lato B dello stesso singolo.

### Tracce
1. Un'estate al mare (F. Battiato - G. Pio) - 3:15
2. Lettera al governatore della Libia (F. Battiato – G. Pio) - 3:12
3. Il sole di Austerlitz (F. Battiato – A. Radius) - 3:59
4. Crisi metropolitana (Giuni Russo – M.A. Sisini - F. Battiato) - 3:28
5. Atmosfera (F. Battiato – G. Pio) - 3:54
6. Bing bang being (G. Russo – M.A. Sisini – T. Tramonti) - 3:05
7. L'addio (G. Di Martino – F. Battiato – I. Avalli) - 4:48
8. Una vipera sarò (G. Russo – M.A. Sisini – F. Battiato) - 3:30
9. L'attesa (G. Russo – M.A. Sisini – F. Battiato) - 2:49
10. Tappeto volante (G. Russo – M.A. Sisini – F. Battiato) - 3:03

## Formazione
- Giuni Russo – voce
- Paolo Donnarumma – basso
- Walter Scebran – batteria
- Alberto Radius – chitarra
- Filippo Destrieri – tastiera
- Lino Capra Vaccina – timpani
- Giuliana Colonna – pianoforte
- Giusto Pio – violino

## Curiosità
- Il brano Il sole di Austerlitz deriva dal brano inedito di Franco Battiato Bulgarian Song, eseguito da Battiato solo nei concerti tra il 1980 ed il 1981.
- Nel brano Atmosfera si riconosce la voce di Milva in sottofondo, in seguito la stessa Milva ha inciso una cover del brano incluso nel suo album Svegliando l'amante che dorme (1989), mentre, seppur non accreditata, nei cori del brano La passione secondo Milva e in Alexanderplatz vi è la partecipazione di Giuni Russo come vocalist.[senza fonte]
- L'addio è stata cantata anche da Battiato ed inserita nel suo album Fleurs 2 (2008).